# Az-Záhiríja
Az-Záhiríja (arabsky الظاهرية‎) je město na Západním břehu Jordánu v hebronském guvernorátu. Je spravováno vládou Státu Palestina. Nachází se 23 km jihovýchodně od města Hebronu. Původně to byla vesnice, v roce 1874 zde žilo 300–400 lidí. V roce 1877 byla opuštěna. Vesnická rada byla ustavena v roce 1963, v roce 1996 Palestinská autonomie jmenovala místní radu.